# Segregació laboral
La segregació laboral respon a la divisió existent del mercat de treball, organitzat en funció del gènere de les persones treballadores que el componen i, en particular, el tipus de feines que realitzen. Així com la Divisió Sexual del Treball, que fa referència a la distribució del treball assalariat i el treball domèstic i de cures, no remunerat, entre dones i homes, la segregació del mercat de treball és un reflexa en l'àmbit públic del que es troba, o s'ha trobat, tradicionalment, a les llars.
Algunes de les manifestacions en les que la Segregació Laboral es veu representada, són la discriminació retributiva i el sostre de vidre.

## Tipus de segregació

### Segregació horitzontal
La segregació horitzontal fa referència a la concentració de dones en determinades ocupacions, i homes en ocupacions amb altres característiques, normalment, favorables, i especialment, econòmicament.

### Segregació vertical
La segregació vertical fa referència a la concentració de dones i homes en diferents nivells jeràrquics dins de les empresa; els homes acostumen a ocupar posicions d'alta responsabilitat, i les dones se situen en llocs de menor valor jeràrquic.

## Teories de la divisió sexual del treball i la segregació laboral
D'acord amb Richard Anker el conjunt de teories que donen una explicació a la segregació laboral per raó de sexe són: la teoria neoclàssica del Capital Humà, la teoria de la segmentació del mercat de treball i les teories no econòmiques o feministes.

### Teoria neoclàssica del Capital Humà
Aquesta teoria considera que la causa d'aquesta segregació, és una conseqüència de la decisió que prenen les dones respecte a la inversió que fan en educació. Elles inverteixen menys, en comparació amb els homes, i en termes generals, en educació, perquè pressuposen que la seva carrera professional té un curt recorregut, o que serà discontinua durant els anys, a causa de les futures càrregues familiars. Es considera que la distribució del treball és realitza d'una manera lògica i pragmàtica, el salari de la dona té un caràcter secundari, perquè, d'acord amb Becker, l'equilibri de la família s'aconsegueix amb la divisió sexual del treball: les dones han de fer-se càrrec de la llar, i els homes són els responsables d'aportar un salari.
Per altra banda, en referència a les desigualtats salarials, hi han autors que expliquen teories en les que, posicionant-se en el lloc de l'empresa contractant, senyalen que la contractació de dones és menys rendible econòmicament perquè tindran un major índex d'absentisme, i en farà més ús de permisos relacionats amb la cura de familiars, i per aquesta raó, es concentren en ocupacions on les condicions socials que s'ofereixen són millors quant a la flexibilitat però no en la remuneració. I, per acabar, d'acord amb Becker (1971), aquesta divisió és també deguda a "el gust per la discriminació", pel qual l'empresa té un fort arrelament amb els estereotips de gènere, i per tant, conscientment decideix discriminar en la fase de la contractació tenint en compte el gènere de la persona.

### Teoria de la segmentació del mercat de treball
Aquesta teoria, explicada per Michael J. Piore i Peter B. Doeringer (1971), senyala com a responsable de la segregació laboral, a la divisió existent del mercat laboral. En primer lloc, hi trobem un mercat primari, més ampli i amb més varietat de feines, que està format per ocupacions tradicionalment masculines, les quals tenen unes millors condicions laborals, especialment en termes econòmics. És un mercat on es valora i es premia l'experiència dins de l'organització i la formació, pel qual, els homes es veuen més afavorits al no veure interrompuda les seves carreres professionals quan componen una família, al contrari, els dona cert prestigi. I per altra banda, hi ha un mercat secundari feminitzat en el que es troben ocupacions relacionades amb les cures i/o els serveis més personals; és un mercat de treball més precari, on predomina la temporalitat i la parcialitat.

### Teories no econòmiques o feministes
Les teories feministes o no econòmiques, sorgeixen de les reivindicacions i el pensament dels diferents feminismes, en quant a la divisió sexual del treball, i la seva extrapolació al treball remunerat; al contrari que altres teories, les Feministes no justifiquen la segregació laboral per les característiques o necessitats del mercat de treball, sinó que ho atribueixen a les estructures patriarcals.
Parteixen de la base de que hi han unes desigualtats de gènere en tots els àmbits, i que en el cas del treball remunerat, aquestes provoquen que hi hagi una atribució de feines en funció del gènere de la persona; les estructures creades i les pautes de conducta que les persones reben durant el seu creixement personal, son determinants en la distribució del treball remunerat i no remunerat. Així mateix, la raó per la qual les dones tenen més representació en aquestes ocupacions més precàries, és, en coincidència amb altres teories, la dificultat per adquirir experiència en les empreses, degut a les càrregues familiars de les que, en un gran nombre de casos, són elles les responsables.
Es crea un model de família caracteritzat per la reproducció del rol “home sustentador / dona dependent”, i això, entre altres aspectes, fa que les ocupacions de les dones siguin una “extensió” de les feines que ja fan a la llar; feines poc valorades i reconegudes. Amb la reincorporació de la dona al món laboral, no va haver-hi un gran canvi dins de l'organització familiar, no va implicar un repartiment del treball domèstic, les dones van començar a patir la denominada doble jornada de treball/doble presencia. Es per això, per aquest arrelament als rols de gènere dins de la família, que el salari que aporten les dones es considera secundari dins de la llar familiar, i és habitual que es prioritzi el treball domèstic que realitzen.